# Phalanna
Pour les articles homonymes, voir Doliché.
Phalanna, en grec ancien : Φάλαννα, est une polis de la Perrhébie, en Thessalie antique.
Son emplacement se trouve sur la rive gauche du fleuve Pénée, au sud-ouest de Gonnos. 
Strabon dit qu'Orthe, cité par Homère, devint l'acropole de Phalanna, mais dans l'Histoire naturelle de Pline l'Ancien, Orthe et Phalanna apparaissent comme deux cités distinctes.
Phalanna tirerait son nom d'une fille de Tyro. 
La cité est appelée Phalannus par Éphore de Cumes et Hippia par Hécatée de Milet.
Phalanna est mentionnée par Tite-Live comme étant proche de Mylae (en) et de Gyrtón pendant la troisième guerre macédonienne entre les Romains et Persée de Macédoine en 171 avant notre ère.
Le site de Phalanna est localisé dans le village moderne de Damási (en) (Δαμάσι) près du village de Damasoúli (Δαμασούλι). 